# Jak–50 (1972)
A Jak–50 (orosz írással: Як–50) szovjet műrepülőgép, melyet az 1970-es évek elején fejlesztettek ki a Jakovlev tervezőirodában. A gép a Jak–18PSZ továbbfejlesztett, modernizált változata.  A gép számos nemzetközi műrepülő versenyen szerepelt jó eredménnyel. A Jak–50  kétszemélyes, alapszintű kiképzésre szolgáló változata a Jak–52.

## Története
A Jak–18PSZ műrepülőgép alapján fejlesztették ki az 1970-es évek elején. A gép főkonstruktőre Vjacseszlav Kondratyjev volt. Megtartották a Jak–18PSZ aerodinamikai elrendezését és kialakítását, de a sárkányszerkezetet jelentősen átdolgozták. A Jak–18-tól eltérően az egész törzs fémépítésű félhéjszerkezet, csupán a kormányfelületek borítására használtak vásznat, továbbá az M–14-es csillagmotor nagyobb teljesítményű változatát építették be. Az első prototípus 1972-re készült el, majd elkezdődött a tesztelése. A nyilvánosság 1975-ben szerezhetett tudomást róla, amikor június 30-án a Novosztyi hírügynökség hírt adott a teszteléséről. A következő évben a szovjet válogatott már ezzel a géppel repült a kijevi műrepülő világbajnokságon.
Sorozatgyártása 1973-tól 1986-ig folyt az arszenyjevi Progressz repülőgépgyárban. Ez idő alatt 312 darabot építettek. 1976–1983 között a szovjet műrepülő válogatott ezt a gépet használta. A gépet a Szovjetunión a DOSZAAF egyes repülőklubjai üzemeltették. A Szovjetunión kívül elsősorban a Német Demokratikus Köztársaságban (10 darab) és Bulgáriában (hét darab) használták, de Csehszlovákia és Lengyelország is használta, valamint néhány példányát Nyugatra is exportálták. 1982-től egyes példányait háromtollú Hoffmann légcsavarral szerelték fel.
A gép gyenge pontja volt a szárnyfőtartó, amely a nagy igénybevétel hatására több gépnél károsodott. Ebből halálos baleset is előfordult. Később az üzemelő gépek főtartóit megerősítették. A szovjet műrepülő válogatott által használt gépeket az extrém igénybevétel miatt átlagosan 50 repült óra után selejtezték. A Jak–50-est a repülőkluboknál a Jak–55-ös és a Szu–26-os váltotta fel.

## Műszaki jellemzői
Teljesen fémépítésű repülőgép. A szerkezeti elemei D1 és AK–6 jelzésű duralumíniumból készültek. A törzs félhéj szerkezetű. Szárnya a Jak–20-as szárnyának megerősített változata. A szárnyprofil Clark YH, a relatív szárnyvastagság a szárnytőben 14,5%, ez kifelé csökken, a szárnyvégen 9%. A gép orr-részében helyezték el a 355 LE maximális teljesítményű Vegyenyejev M–14P típusú, kilenchengeres, benzinüzemű csillagmotort, amely egy 2,4 m átmérőjű, V–530TA–D35 típusú, változtatható állásszögű légcsavart hajt. A motorburkolat egy alsó és egy felső fél hengerpalástból áll, amely leszerelhető. A burkolat elülső részén a sugárirányban elhelyezett 28 darab elfordítható lamellát tartalmazó zsalurendszer segítségével manuálisan szabályozható a motor hűtése. A  gép 55 literes üzemanyagtartálya a törzs középső részén, a pilótafülke és a motor tűzfala között kapott helyet, míg a 20 literes kenőolaj-tartály a tűzfalon kívül, a motor mögött található.

## Műszaki adatai

### Geometriai méretek és tömegadatok
- Fesztáv: 9,5 m
- Hossz: 7,676 m
- Magasság: 3,16 m
- Szárnyfelület: 15 m²
- Üres tömeg: 780 kg
- Üzemanyag-mennyiség: 40 kg
- Olajmennyiség: 14 kg
- Maximális felszálló tömeg: 915 kg

### Motor
- Típus: Vegyenyejev M–14P kilenchengeres csillagmotor (egyes gépeken M–14PF, vagy M–14R)
- Száma: 1 db
- Teljesítménye: 265 kW (360 LE)

### Repülési jellemzők adatok
- Maximális sebesség: 420 km/h
- Utazósebesség: 320 km/h
- Leszálló sebesség:  110 km/h
- Átesési sebesség: 100 km/h
- Emelkedőképesség:  16 m/s
- Felszállási úthossz: 200 m
- Kigurulási úthossz: 250 m
- Maximális túlterhelés: -6g / +9g
- Hatótávolság: 390 km

## Külső hivatkozások
- Részletfotók a monyinói repülőmúzeumban kiállított Jak–50-esről